# زيون كلارك
زيون كلارك (وُلد 27 سبتمبر 1997) مصارع، وفنان قتال مختلط، ومتسابق بالكرسي المتحرك. وُلد كلارك بدون أرجل بسبب متلازمة نادرة اسمه متلازمة التراجع الذيلي. درس في جامعة كينت في توسكاراواس في ولاية أوهايو، حيث حظي بمسيرة مثمرة في المصارعة.

## مسيرته في الفنون القتال المختلطة
خاض كلارك قتاله الأول يوم 17 ديسمبر 2022 ضد يوجين موراي، وفاز في القتال عبر القرار بالإجماع.